# Яр-Бішкадак – Стерлітамак
Яр-Бішкадак — Стерлітамак — система транспортування розсолу в Башкортостані, створена для забезпечення потреб хімічної промисловості.
У 1951-му в Стерлітамаку почав роботу завод кальцинованої соди, до якого десятиліттям пізніше приєднався завод хімії хлору. Технологічний процес обох підприємств потребував великих обсягів хлориду натрію, видобуток якого організували на промислі Яр-Бішкадак. Для доставки сировини спорудил розсолопровід.
З плином часу споживачі багаторазово збільшили свою виробничу потужність, так що розсолопровід перетворився на багатониткову систему довжиною до 25 кілометрів. Крім того, з кінця 1970-х частину продукції могли спрямовувати далі по розсолопроводу Стерлітамак – Уфа.
На тлі краху планової економіки потреба в продукції промислу різко впала і станом на початок 2000-х років в експлуатації залишалися тільки 5-та й 6-та нитки. Втім, вже почалось відновлення попиту і в 2003-му запустили 7-му нитку завдовжки 22 кілометри.
Станом на 2019 рік по трьох нитках перекачували близько 9  млн м3 розсолу на рік (а накопичений обсяг розсолу, отриманого на промислі Яр-Бішкадак від часу його введення в експлуатацію, досягнув 607 млн м3).